# Сільвестр Франсуа Лакруа
Сільве́стр Франсуа́ де Лакруа́ (фр. Sylvestre François de Lacroix; 28 квітня 1765, Париж, — 24 травня 1843, там само) — французький математик, автор декількох наукових робіт з тригонометрії й арифметики, науковий і культурний діяч.

## Біографія
Сільвестр Лакруа народився в Парижі й виріс у бідній сім'ї, якій все-таки вдалося надати хорошу освіту для свого сина. Шлях Лакруа до математики розпочався з роману «Робінзон Крузо». Це викликало в юного парижанина потяг до таких справ як плавання, навігація та геометрія.
Він проходив курси з Антуаном-Рене Мадуітом в коледжі Рояль де Франс та Джозефом-Франсуа Марі в Коллеже Масейне (Паризький університет).
1779 року він отримав деякі місячні спостереження П'єра Чарльза Ле Моньє та почав обчислювати змінні «Місячної теорії». Наступного року він прочитав кілька лекцій Гаспарда Монже.
У 1782 році у віці 17 років він став інструктором з математики в «Еколь де Гарде де ла Марін» (École de Gardes de la Marine) в Рошфорті.
До 1795 року Монж був студентом-екзаменатором і керівником Лакруа. Повернувшись до Парижа, Кондорсет найняв Лакруа на посаду інструктора джентльменів у паризькому ліцеї.
У 1787 році він почав викладати в школі «Militaire de Paris École Royale» й одружився з Марі Ніколь Софі Аркамбаль (Marie Nicole Sophie Arcambal).
З 1788 по 1793 роки викладав курси в «Еколе Рояль д'Артьєльєрі» у Безансоні під керівництвом екзаменатора П'єра-Саймона Лапласа, після чого Лакруа повернувся до Парижа.

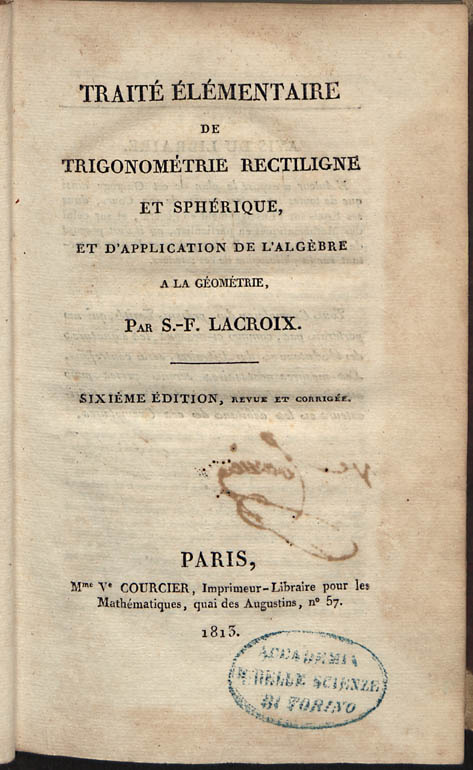
Traité élémentaire de trigonométrie rectiligne et sphérique, et d'application de l'algèbre à la géométrie, 1813

Це були найкращі та найгірші часи для Лакруа: Лавуазьє започаткував новий предмет — «Нова дослідна хімія», який Лакруа вивчав разом з товаришем Жаном Анрі Хассенфрацем (Jean Henri Hassenfratz). Він також приєднався до руху «Societe Philomatique de Paris», який надав один науковий журнал. З іншого боку, Париж у ці роки опинився під владою терору. У 1794 році Лакруа став директором Виконавчого комітету з громадських інструктажів, де просував тему «École Normale» та систему «Écoles Centrales» у суспільстві. У 1795 році викладав у «Центральній школі народів Європи» (École Central des Quatres-Nations).
Перший свій том «Договір про диференціальний розрахунок та інтегральний розрахунок» (Traité du Calcul Différentiel et du Calcul Intégral — фр.) Лакруа опубліковав у 1797 році. Адрієн-Марі Легендр передбачив, що він «зробить себе помітним вибором методів, їхньою загальністю та суворістю демонстрацій».
«Договір» — це, на сьогоднішній день, найвичерпніший твір у своєму роді. Ступінь його тиражу невідомий і, можливо, не дуже великий … Але він так само відомий, як і будь-який інший трактат свого часу, і, безумовно, його варто прочитати навіть більше, ніж будь-який інший, особливо для нового покоління науковців.
1799 року Лакруа стає професором з аналізу в Політехнічній школі (Париж).
Окрім того, Сільвестр Лакруа став автором понад 17 біографічних робіт Універсальна біографія, складених Луї Габріелем Мішо (Louis Gabriel Michaud).
У 1809 його прийняли до Паризького наукового факультету (Faculté des Sciences de Paris).
У 1812 він почав викладати у «Французькому коледжі», де у 1815 році очолив кафедру математики.
Коли друге видання «Договору про диференційне обчислення та інтегральне обчислення» було опубліковано у трьох томах у 1810, 1814 та 1819 роках, Лакруа оновив текст:
Новий матеріал, в якому зафіксовано багато нових досягнень, отриманих протягом нового століття, було представлено по всьому тексту, що було завершено довгим списком «Виправлення та доповнення» та чудовим «Змістом». Окрім того, структуру твору дещо була змінено, особливо третій том за серіями та відмінностями. Але загальне враження зберігається, а основні потоки та напрямки обчислень було посилено та збагачено.:267
За свою кар'єру він видав низку важливих підручників з математики. Переклади цих книг англійською використовувались у британських університетах, а книги залишалися в обігу майже 50 років.
У 1812 році Чарльз Беббідж створив «Аналітичне товариство» для перекладу «Диференціального та інтегрального обчислення», а книгу переклав англійською мовою в 1816 році Джордж Пікок.

## Визнання
У 1935 році за рішенням Міжнародного астрономічного союзу великий стародавній ударний кратер видимого боку Місяця було названо на честь Сільвестра Лакруа.
Наукові роботи та підручники Лакруа лягли в основу освітніх матеріалів математичних університетів у Російській імперії та старій Британській імперії.
Сучасні математики досі користуються такими його роботами, як «Cours de mathématiques élémentaires»; «Traité des différences et des series»; «Essai sur renseignement des mathématiques»; «Traité du calcul des probabilités»; «Manuel d'arpentage»; «Introduction à la connaissance de la sphère»
Його наукові роботи зберігаються у понад 460 профільних бібліотеках світу, перекладені на 11 мов й опубліковані з 1797 по 2010 роки.